# University Park (Maryland)
University Park è un comune degli Stati Uniti d'America, situato nella contea di Prince George's nello Stato del Maryland. Secondo il censimento del 2010 la popolazione è di 2 548 abitanti.

## Geografia fisica
Le coordinate geografiche di University Park sono 38°58′17″N 76°56′36″W (38.971381, -76.943399). University Park occupa un'area totale di 1,29 km², tutti di terra.

## Società

### Evoluzione demografica
Al censimento del 2010, risultarono 2 548 abitanti, 897 nuclei familiari e 675 famiglie residenti in città. Ci sono 919 alloggi con una densità di 709,7/km². La composizione etnica del villaggio è 78,5% bianchi, 9,3% neri o afroamericani, 0,1% nativi americani, 4,7% asiatici, 3,0% di altre razze e 11,3% ispanici e latino-americani. Dei 897 nuclei familiari il 35,1% ha figli di età inferiore ai 18 anni che vivono in casa, 62,8% sono coppie sposate che vivono assieme, 9,1% è composto da donne con marito assente, e il 24,7% sono non-famiglie. Il 16,32% di tutti i nuclei familiari è composto da singoli 6,4% da singoli con più 65 anni di età. La dimensione media di un nucleo familiare è di 2,84 mentre la dimensione media di una famiglia è di 3,05. La suddivisione della popolazione per fasce d'età è la seguente: 23,1% sotto i 18 anni, 8,5% dai 18 ai 24, 23.1% dai 25 ai 44, 33,4% dai 45 ai 64, e il 11,8% oltre 65 anni. L'età media è di 41,5 anni. Per ogni 100 donne ci sono 96,3 maschi. Per ogni 100 donne sopra i 18 anni, ci sono 91,8 maschi. Il reddito medio di un nucleo familiare è di 89450 $ mentre per le famiglie è di 96349 $. Gli uomini hanno un reddito medio di 62375 $ contro 43083 $ delle donne. Il reddito pro capite della città è di 40402 $. Circa l'1,2% delle famiglie e il 3,5% della popolazione è sotto la soglia della povertà. Sul totale della popolazione il 2,9% dei minori di 18 anni e l'1,4% di chi ha più di 65 anni vive sotto la soglia della povertà.
| University Park Popolazione ai vari censimenti |
| ---------------------------------------------- |
| 1990 - 2 243 2000 - 2 318 2010 - 2 548         |

## Educazione
- University Park Elementary School (University Park)
- Hyattsville Middle School (Hyattsville)
- Northwestern High School (Hyattsville)

## Governo
La città è stata incorporata nel 1936 e ha ampliato diverse volte da allora. La città ha un proprio consiglio comunale, dipartimento di polizia e il pronto soccorso.
L'attuale sindaco di University Park è John Tabori. Il capo della polizia è Michael Wynnyk, nominato dal sindaco con l'approvazione del consiglio comunale.
University Park è servito da numerose organizzazioni di volontariato, tra cui la University Park Civic Association (UPCA), University Park Women's Club (UPWC), e il Lewisdale-University Park Boys and Girls Club (LUP).

### Forze dell'ordine
La città è servita dal Dipartimento di polizia di University Park (UPPD). L'UPPD è stato creato nel 1962 con un singolo agente in qualità di capo e poliziotto. L'UPPD ha attualmente una forza composta da otto agenti giurati che hanno fornito il servizio di 24 ore per una popolazione di oltre 2 300. L'UPPD ha pattuglie veicolari, in bicicletta e a piedi ed è aiutato dalle forze di polizia della Contea di Prince George's.